# Liste der denkmalgeschützten Objekte in Mautern an der Donau
Die Liste der denkmalgeschützten Objekte in Mautern an der Donau enthält die 42 denkmalgeschützten, unbeweglichen Objekte der niederösterreichischen Stadt Mautern an der Donau im Bezirk Krems-Land.

## Denkmäler
| Foto |                 | Denkmal | Standort                                                                      | Beschreibung | Metadaten |
| ---- | --------------- | --- | ----------------------------------------------------------------------------- | --- | --- |
| ja   | Datei hochladen | Schloss Baumgarten, ehem. Kellerschlössl HERIS-ID: 46772 Objekt-ID: 48948                                                 | Baumgarten 1 Standort KG: Baumgarten                                          | Schloss Baumgarten, im Kern barock, später umgestaltet und 1911–1922 aufwändig rebarockisiert, ist eine mehrflügelige Anlage mit zwei Höfen und einheitlicher Schaufassade Richtung Norden zum Kremser Becken. Die zwei monumentalen Sphingen am Zugang (um 1700 von Franz Leopold Farmacher) stammen ursprünglich aus Schloss Thürnthal. | BDA-Hist.: Q38023599 Status: Bescheid Stand der BDA-Liste: 2025-06-30 Name: Schloss Baumgarten, ehem. Kellerschlössl GstNr.: .1 Schloss Baumgarten (Mautern an der Donau) |
| ja   | Datei hochladen | Bildstock HERIS-ID: 72241 Objekt-ID: 85467                                                                                | Standort KG: Baumgarten                                                       | Der Bildstock am nördlichen Ortsende von Baumgarten trägt über einem oktogonalen Schaft einen Quaderaufsatz mit Reliefwappen des Stiftes Göttweig und von Abt Georg Schedler (1604–1610) sowie die Inschrift „Nascimur et morimur, G. S. A. G.“ | BDA-Hist.: Q38129872 Status: § 2a Stand der BDA-Liste: 2025-06-30 Name: Bildstock GstNr.: 66/1 Bildstock Baumgarten bei Mautern Nord |
| ja   | Datei hochladen | Bildstock HERIS-ID: 72252 Objekt-ID: 85480                                                                                | Standort KG: Baumgarten                                                       | Der Tabernakelbildstock südöstlich des Ortes Baumgarten stammt aus dem 17./18. Jahrhundert. | BDA-Hist.: Q38129893 Status: § 2a Stand der BDA-Liste: 2025-06-30 Name: Bildstock GstNr.: 432/15 |
| ja   | Datei hochladen | Armenspitalskapelle hl. Margarete HERIS-ID: 71662 Objekt-ID: 84856                                                        | Alte Friedhofstraße 6 Standort KG: Mautern                                    | Die Margaretenkapelle wurde im 9./10. Jahrhundert über römischen Mauerresten aus dem 1. Jahrhundert errichtet. 1083 dem Stift Göttweig inkorporiert. Um 1300 Umbau/Erweiterung im spätromanischen Stil. Ab 1571 Bürgerspitalskirche der St.-Anna-Stiftung. Kreuzgratgewölbe im Langhaus aus der ersten Hälfte des 17 Jahrhunderts. 1717 wurden an der Westseite Teile des Spitalstraktes einbezogen. Ende des 18. Jh. profaniert. 2009 wurde darin das „Wachauer Goldhauben- und Trachtenmuseum“ untergebracht. | BDA-Hist.: Q38128172 Status: Bescheid Stand der BDA-Liste: 2025-06-30 Name: Armenspitalskapelle hl. Margarete GstNr.: 39/1, .45, 41 Margaretenkapelle (Mautern an der Donau) |
| ja   | Datei hochladen | Römisches Kastell Favianis HERIS-ID: 112222 Objekt-ID: 130295                                                             | Altstadt Standort KG: Mautern                                                 | Das Kastell Favianis war als Teil der Sicherungsanlagen des römischen Donaulimes vermutlich vom 1. bis ins 5. Jahrhundert kontinuierlich mit römischen Truppen belegt. | BDA-Hist.: Q2739865 Status: Bescheid Stand der BDA-Liste: 2025-06-30 Name: Römisches Kastell Favianis GstNr.: .1/1, .1/2, .1/3, .2/1, .5, .6, .7, .8, .9, .10/1, .10/2, .12, .14/2, .15, .16, .17, .19, .22, .23, .24, .26/1, .27, .40/1, .40/2, .41, .42, .43, .45, .46, .47, .48, .49, .50, .51, .52/1, .54, .55, .58, .59, .65, .66, .67, .68, .69, .70, .71, .75, .76/2, .77, .78/2, .79, .82, .83, .100/1, .100/3, .140, .270, .279, .310, 1/1, 1/2, 2, 7/1, 7/3, 9, 10, 13/1, 18, 21, 23, 24/1, 37, 39/1, 41, 55/1, 55/2, 57, 557/1, 557/5, 1432/2, 1432/3, 1432/4, 1432/5, 1432/6, 1432/7, 1432/8, 1449, 1457/2, 1478, 1479, 1480, 1495, 1507/1 Favianis |
| ja   | Datei hochladen | Wehranlage/befestigte Siedlung der Röm. Kaiserzeit, Zivilstadt Favianis, röm. Kastell HERIS-ID: 111222seit 2021           | Am Limes 1 Standort KG: Mautern                                               | Teil der Befestigungsanlage Favianis | BDA-Hist.: Q107849330 Status: Bescheid Stand der BDA-Liste: 2025-06-30 Name: Wehranlage/befestigte Siedlung der Röm. Kaiserzeit, Zivilstadt Favianis, röm. Kastell GstNr.: .1/3 |
| ja   | Datei hochladen | Lasperger Haus und Teil des römischen Kastells HERIS-ID: 34450 Objekt-ID: 32764                                           | Kirchengasse 1 Standort KG: Mautern                                           | Traufständiger Eckbau zur St. Pöltner-Straße. Spätrenaissanceportal, runder zweizoniger Eckerker. | BDA-Hist.: Q37958191 Status: Bescheid Stand der BDA-Liste: 2025-06-30 Name: Lasperger Haus und Teil des römischen Kastells GstNr.: .23 Lasperger-Haus, Mautern an der Donau |
| ja   | Datei hochladen | Göttweigisches Haus und Teile des römischen Kastells HERIS-ID: 34449 Objekt-ID: 32763                                     | Kirchengasse 3 Standort KG: Mautern                                           | Giebelständiges zweigeschoßiges Eckhaus aus dem 15. und 16. Jahrhundert, perspektivischer Sgraffitodekor aus dem 16. Jahrhundert. | BDA-Hist.: Q37958175 Status: Bescheid Stand der BDA-Liste: 2025-06-30 Name: Göttweigisches Haus und Teile des römischen Kastells GstNr.: .24 Göttweigisches Haus, Mautern an der Donau |
| ja   | Datei hochladen | Altes Schuhmacherhaus und Teile des römischen Kastells HERIS-ID: 34447 Objekt-ID: 32761                                   | Kirchengasse 5 Standort KG: Mautern                                           | Schmaler Bau, Giebel mit Blendbogen aus der zweiten Hälfte des 16. Jahrhunderts. | BDA-Hist.: Q37958145 Status: Bescheid Stand der BDA-Liste: 2025-06-30 Name: Altes Schuhmacherhaus und Teile des römischen Kastells GstNr.: .22 |
| ja   | Datei hochladen | Bürgerhaus und Teil des römischen Kastells HERIS-ID: 34448 Objekt-ID: 32762                                               | Kirchengasse 8 Standort KG: Mautern                                           | Gebäude mit geglätteter Front, Attika mit Blendbogen und mittigem Schopfwalmgiebel. Fassade 1985 restauriert. | BDA-Hist.: Q37958160 Status: Bescheid Stand der BDA-Liste: 2025-06-30 Name: Bürgerhaus und Teil des römischen Kastells GstNr.: .16 |
| ja   | Datei hochladen | Bürgerhaus und Teil des römischen Kastells HERIS-ID: 64807 Objekt-ID: 77567                                               | Kirchengasse 10 Standort KG: Mautern                                          | Zweigeschoßiger Eckbau mit abgerundeter Fassade unter Walmdach. | BDA-Hist.: Q38108299 Status: Bescheid Stand der BDA-Liste: 2025-06-30 Name: Bürgerhaus und Teil des römischen Kastells GstNr.: .17 Mautern Kirchengasse 10 |
| ja   | Datei hochladen | Kath. Pfarrkirche hl. Stefan HERIS-ID: 50215 Objekt-ID: 54963                                                             | Kirchenplatz 1 Standort KG: Mautern                                           | Gotische Staffelkirche mit Rechteckchor aus der 2. Hälfte des 14. Jahrhunderts, von Kirchhofmauer umgeben. Langhaus innen 1696/96 barock umgebaut. Barocker Südturm über mittelalterlichem Kern von 1774/77. | BDA-Hist.: Q24303905 Status: § 2a Stand der BDA-Liste: 2025-06-30 Name: Kath. Pfarrkirche hl. Stefan GstNr.: .5 Pfarrkirche Mautern an der Donau |
| ja   | Datei hochladen | Pfarrhof und Gartenpavillon HERIS-ID: 59573 Objekt-ID: 70982                                                              | Kirchenplatz 1 Standort KG: Mautern                                           | Mehrere aneinandergebaute traufständige Baukörper unter Walmdächern aus dem 15. bis 18. Jahrhundert. Lage an einer Geländestufe südlich der Pfarrkirche, gegen Westen mit der mittelalterlichen Stadtmauer verbunden. | BDA-Hist.: Q38087797 Status: § 2a Stand der BDA-Liste: 2025-06-30 Name: Pfarrhof und Gartenpavillon GstNr.: .5 Pfarrhof Mautern an der Donau |
| ja   | Datei hochladen | Bürgerhaus und Teil des römischen Kastells HERIS-ID: 34451 Objekt-ID: 32765                                               | Melker Straße 3 Standort KG: Mautern                                          | Zweigeschoßiger Bau mit langem Hofflügel, breit gelagert unter Schopfwalmdach. Rundbogiges Durchfahrtsportal. | BDA-Hist.: Q37958206 Status: Bescheid Stand der BDA-Liste: 2025-06-30 Name: Bürgerhaus und Teil des römischen Kastells GstNr.: .68 |
| ja   | Datei hochladen | Essigfabrik, ehem. Kremsmünstererhof und Teil des römischen Kastells HERIS-ID: 71972 Objekt-ID: 85182                     | Melker Straße 6 Standort KG: Mautern                                          | Zweigeschoßiges Gebäude um Hof, in der Substanz aus dem 16. und 17. Jahrhundert. Späthistoristische Fassade mit Erker über segmentbogiger Durchfahrt. | BDA-Hist.: Q38128759 Status: Bescheid Stand der BDA-Liste: 2025-06-30 Name: Essigfabrik, ehem. Kremsmünstererhof und Teil des römischen Kastells GstNr.: 7/3 |
| ja   | Datei hochladen | Volksschule HERIS-ID: 71975 Objekt-ID: 85185                                                                              | Melker Straße 10 Standort KG: Mautern                                         | Frei stehendes Gebäude mit Mittelrisalitfassade aus dem Jahr 1891. | BDA-Hist.: Q38128771 Status: § 2a Stand der BDA-Liste: 2025-06-30 Name: Volksschule GstNr.: .144 |
| ja   | Datei hochladen | Bildstock HERIS-ID: 71982 Objekt-ID: 85192                                                                                | bei Melker Straße 17 Standort KG: Mautern                                     | Oktogonaler Schaft mit mächtigem Quaderaufsatz. | BDA-Hist.: Q38128808 Status: § 2a Stand der BDA-Liste: 2025-06-30 Name: Bildstock GstNr.: 1451/1 Mautern Melkerstraße Bildstock |
| ja   | Datei hochladen | Bildstock HERIS-ID: 71999 Objekt-ID: 85209                                                                                | Nikolaigasse 12, in der Nähe Standort KG: Mautern                             | Nordöstlich gegenüber dem Nikolaihof befindet sich ein barocker Pfeilerbildstock. | BDA-Hist.: Q38128832 Status: § 2a Stand der BDA-Liste: 2025-06-30 Name: Bildstock GstNr.: 1434 |
| ja   | Datei hochladen | Nikolaihof samt Kapelle HERIS-ID: 56799 Objekt-ID: 66390                                                                  | Nikolaigasse 3 Standort KG: Mautern                                           | Stattlicher Gebäudekomplex mit Kapelle um einen weiten Hof, vom 9. bis 17. Jahrhundert über den Linien der römischen Kastellmauer und der mittelalterlichen Stadtmauer errichtet. | BDA-Hist.: Q18029496 Status: Bescheid Stand der BDA-Liste: 2025-06-30 Name: Nikolaihof samt Kapelle GstNr.: 55/1 Nikolaihof Mautern |
| ja   | Datei hochladen | Rathaus HERIS-ID: 72004 Objekt-ID: 85214                                                                                  | Rathausplatz 1 Standort KG: Mautern                                           | Den Rathausplatz dominierender Eckbau, Teil einer vierseitigen zweigeschoßigen Anlage des 17. und 18. Jahrhunderts. Reiche Fassade des Wiener Späthistorismus, 1971 restauriert. | BDA-Hist.: Q38128880 Status: § 2a Stand der BDA-Liste: 2025-06-30 Name: Rathaus GstNr.: .82 |
| ja   | Datei hochladen | Bürgerhaus HERIS-ID: 34454 Objekt-ID: 32768                                                                               | Rathausplatz 4 Standort KG: Mautern                                           | Im Kern aus der 1. Hälfte des 16. Jahrhunderts. Zweiachsig vorgestufte Fassade aus der Zeit um 1740. | BDA-Hist.: Q37958220 Status: Bescheid Stand der BDA-Liste: 2025-06-30 Name: Bürgerhaus GstNr.: .33 Mautern Rathausplatz 4 |
| ja   | Datei hochladen | Kobolt-Haus HERIS-ID: 34455 Objekt-ID: 32769                                                                              | Sankt Pöltner Straße 10 Standort KG: Mautern                                  | Doppelschopfwalmdach hinter einer Blendmauer. Breiter Flacherker auf Konsolen und Fensterrahmung aus der Zeit um 1500. | BDA-Hist.: Q37958235 Status: Bescheid Stand der BDA-Liste: 2025-06-30 Name: Kobolt-Haus GstNr.: .78/1 |
| ja   | Datei hochladen | Moldhof/Feldlehenhof HERIS-ID: 34456 Objekt-ID: 32770                                                                     | Sankt Pöltner Straße 15 Standort KG: Mautern                                  | Stattlicher zweigeschoßiger Bau mit zwei Hofflügeln, im Kern spätmittelalterlich. | BDA-Hist.: Q37958250 Status: Bescheid Stand der BDA-Liste: 2025-06-30 Name: Moldhof/Feldlehenhof GstNr.: .38 |
| ja   | Datei hochladen | Bürgerhaus und Teil des römischen Kastells HERIS-ID: 34458 Objekt-ID: 32772                                               | Schloßgasse 1 Standort KG: Mautern                                            | Zweigeschoßiges Gebäude unter Walmdach, im Kern aus dem 16. Jahrhundert. | BDA-Hist.: Q37958282 Status: Bescheid Stand der BDA-Liste: 2025-06-30 Name: Bürgerhaus und Teil des römischen Kastells GstNr.: .12 |
| ja   | Datei hochladen | Schloss Mautern HERIS-ID: 34457 Objekt-ID: 32771                                                                          | Schloßgasse 6 Standort KG: Mautern                                            | Am Nordrand der Altstadt nahe der Stadtmauer frei stehend. Vier Trakte aus unterschiedlichen Bauzeiten, jeweils unter Walm- bzw. Schopfwalmdach, nahezu quadratischer Hof. | BDA-Hist.: Q37958265 Status: § 2a Stand der BDA-Liste: 2025-06-30 Name: Schloss Mautern GstNr.: .1/3 Schloss Mautern |
| ja   | Datei hochladen | Veranstaltungshalle, ehem. Wirtschaftsgebäude des Schlosses HERIS-ID: 72153 Objekt-ID: 85379                              | Schloßgasse 10 Standort KG: Mautern                                           | Das ehemalige Wirtschaftsgebäude des Schlosses Mautern befindet sich in der Nordwestecke der mittelalterlichen Stadtbefestigung und dient als Veranstaltungshalle „Römerhalle“. | BDA-Hist.: Q38129560 Status: § 2a Stand der BDA-Liste: 2025-06-30 Name: Veranstaltungshalle, ehem. Wirtschaftsgebäude des Schlosses GstNr.: .1/3 Römerhalle Mautern |
| ja   | Datei hochladen | Ehem. Schüttkasten, sog. Römermuseum HERIS-ID: 50214 Objekt-ID: 54962                                                     | Schloßgasse 12 Standort KG: Mautern                                           | Der ehemalige Schüttkasten des Schlosses Mautern schließt südlich an die Römerhalle an; seit 1997 dient er als „Römermuseum“ mit Exponaten aus prähistorischer, römischer und auch frühmittelalterlicher Zeit. | BDA-Hist.: Q38038782 Status: § 2a Stand der BDA-Liste: 2025-06-30 Name: Ehem. Schüttkasten, sog. Römermuseum GstNr.: .1/3 Schüttkasten, Römermuseum, Mautern an der Donau |
| ja   | Datei hochladen | Kastellvicus Süd HERIS-ID: 86059 Objekt-ID: 100331                                                                        | Schubertstraße / Sankt Pöltner Straße / Südtiroler Platz Standort KG: Mautern | Die Besiedlung des südlichen Vicus begann vor 100 n. Chr. und erfolgte planmäßig entlang zweier Straßen. | BDA-Hist.: Q37714703 Status: Bescheid Stand der BDA-Liste: 2025-06-30 Name: Kastellvicus Süd GstNr.: 705/1, 705/2, 707/3, 707/4, 705/3, 705/5, .92 |
| ja   | Datei hochladen | Janaburg/Geierburg HERIS-ID: 72157 Objekt-ID: 85383                                                                       | Südtiroler Platz 5 Standort KG: Mautern                                       | Dreiseitige Anlage, in der zweiten Hälfte des 16. Jahrhunderts erbaut, bis 1723 im Besitz des Stiftes Göttweig. Zur Straße mit Mauer und triumphbogenartigem Portal geschlossen. | BDA-Hist.: Q38129573 Status: Bescheid Stand der BDA-Liste: 2025-06-30 Name: Janaburg/Geierburg GstNr.: 705/1 Janaburg Mautern |
| ja   | Datei hochladen | Straßenbrücke, Donaubrücke HERIS-ID: 72192 Objekt-ID: 85418                                                               | gegenüber Austraße 1 Standort KG: Mautern                                     | Die 374 Meter lange Stahlfachwerkbrücke über die Donau wurde 1895 eröffnet. Gegen Ende des Zweiten Weltkriegs wurde sie von der Wehrmacht teilweise gesprengt. Die Wiederherstellung und Neueröffnung erfolgte 1945. Anmerkung: Die Donaubrücke verbindet die beiden Gemeinden Krems und Mautern. | BDA-Hist.: Q64026662 Status: § 2a Stand der BDA-Liste: 2025-06-30 Name: Straßenbrücke, Donaubrücke GstNr.: 1476/1, 1493/2, 1442/1 Mauterner Donaubrücke |
| ja   | Datei hochladen | Bildstock HERIS-ID: 72193 Objekt-ID: 85419                                                                                | in der Sankt Pöltner Straße, beim Parkplatz Standort KG: Mautern              | In den Pfeilerbildstock an der Straße nach Furth gegenüber der Kaserne Mautern sind ein Wappenrelief (bezeichnet 1680) und ein Mosaik „hl. Severin“ aus dem 20. Jh. eingelassen. | BDA-Hist.: Q38129632 Status: § 2a Stand der BDA-Liste: 2025-06-30 Name: Bildstock GstNr.: 795/12 |
| ja   | Datei hochladen | Römische Baureste und frühbronzezeitliches Gräberfeld in der Flur „Langer Zaum“ HERIS-ID: 45842 Objekt-ID: 47304seit 2013 | Langer Zaum Standort KG: Mautern                                              | Auf der Flur Langer Zaum befindet sich eines von zwei Gräberfeldern, die in Mautern dokumentiert wurden. Ab 1824 konnte im Verlauf von 150 Jahren ein weitgehend geschlossener Fundkomplex vorgelegt werden. | BDA-Hist.: Q38017821 Status: Bescheid Stand der BDA-Liste: 2025-06-30 Name: Römische Baureste und frühbronzezeitliches Gräberfeld in der Flur "Langer Zaum" GstNr.: 830/1, 830/2 |
| ja   | Datei hochladen | Anlage Weinhauerhaus/Hanifoglhof HERIS-ID: 112860 Objekt-ID: 131085seit 2017                                              | Mauternbach 6 Standort KG: Mauternbach                                        | Weinlesehof, mit zweigeschoßigen Weinkeller und Ansätzen romanischen Mauerwerks. Im Kern jedoch aus dem 15./16. Jh. mit Flacherker und Rauchkuchel. Ein Repräsentationsraum um 1600 mit umlaufenden Stichkappenkranz und Eierstabbordüre wird als Kapelle gedeutet und damit als wahrscheinlicher Klosterhof der Augustiner-Chorherren von St. Pölten zugeschrieben, welche seit der Mitte 13. Jh. in Mauternbach Weingärten hatten.                                                                            | BDA-Hist.: Q37832404 Status: Bescheid Stand der BDA-Liste: 2025-06-30 Name: Anlage Weinhauerhaus/Hanifoglhof GstNr.: .31 Mauternbach 6 |
| ja   | Datei hochladen | Bauernhofanlage HERIS-ID: 12108 Objekt-ID: 8243                                                                           | Mauternbach 10 Standort KG: Mauternbach                                       | Mächtiger langgestreckter Dreiseithof, frei stehend unter Walmdach, im Kern aus der 1. Hälfte des 16. Jahrhunderts. | BDA-Hist.: Q38122241 Status: Bescheid Stand der BDA-Liste: 2025-06-30 Name: Bauernhofanlage GstNr.: .35 |
| ja   | Datei hochladen | Bauernhofanlage HERIS-ID: 13691 Objekt-ID: 9899                                                                           | Mauternbach 12 Standort KG: Mauternbach                                       | Hofanlage direkt am Flussgraben mit Wirtschaftsgebäuden um unregelmäßigen Hof. Im Kern spätmittelalterlich, in der Substanz aus dem 16. Jahrhundert. | BDA-Hist.: Q38184049 Status: Bescheid Stand der BDA-Liste: 2025-06-30 Name: Bauernhofanlage GstNr.: 18 |
| ja   | Datei hochladen | Ehem. St. Pöltner Hof HERIS-ID: 11419 Objekt-ID: 7514                                                                     | Mauternbach 17 Standort KG: Mauternbach                                       | Kern einer ursprünglich befestigten Dorfanlage hoch über dem Mauternbachtal. Spätgotische doppelgiebelige Hausgruppe mit mittelalterlichem Wehrturm und markantem vorgelegtem Schornstein. | BDA-Hist.: Q38100346 Status: Bescheid Stand der BDA-Liste: 2025-06-30 Name: Ehem. St. Pöltner Hof GstNr.: .9 |
| ja   | Datei hochladen | Wohnhaus HERIS-ID: 11420 Objekt-ID: 7515                                                                                  | Mauternbach 18 Standort KG: Mauternbach                                       | Ein- bis zweigeschoßiger Bruchsteinbau am Bachgraben. Trakte mit gestaffelten Fronten, Doppelgiebel und Schopfwalmdächern. | BDA-Hist.: Q38100444 Status: Bescheid Stand der BDA-Liste: 2025-06-30 Name: Wohnhaus GstNr.: .11 Mauternbach 18 (Mautern an der Donau) |
| ja   | Datei hochladen | Bildstock, Ladoschenkreuz HERIS-ID: 72164 Objekt-ID: 85390                                                                | an der Straße nach Mauternbach Standort KG: Mauternbach                       | Das „Ladoschenkreuz“, ein Pfeilerbildstock über Postament mit Würfelaufsatz und Kreuzdach vom Ende des 18. Jh., steht an der Verbindungsstraße von Mautern nach Mauternbach. | BDA-Hist.: Q38129592 Status: § 2a Stand der BDA-Liste: 2025-06-30 Name: Bildstock, Ladoschenkreuz GstNr.: 478/7 |
| ja   | Datei hochladen | Wegkapelle HERIS-ID: 71639 Objekt-ID: 84832                                                                               | Standort KG: Mauternbach                                                      | Der übergiebelte Kapellenbildstock stammt aus der 1. Hälfte des 19. Jh. | BDA-Hist.: Q38128082 Status: § 2a Stand der BDA-Liste: 2025-06-30 Name: Wegkapelle GstNr.: 1/1 |
| ja   | Datei hochladen | Kriegerdenkmal HERIS-ID: 71640 Objekt-ID: 84833                                                                           | Mauternbach 55, gegenüber Standort KG: Mauternbach                            | Zum Kriegerdenkmal gehören eine Figurengruppe „Familie“ (bezeichnet Horak 1930) und zwei Gedenktafeln 1930 und 1945. | BDA-Hist.: Q38128091 Status: § 2a Stand der BDA-Liste: 2025-06-30 Name: Kriegerdenkmal GstNr.: 1/1 Kriegerdenkmal Mauternbach |
| ja   | Datei hochladen | Römerstraße HERIS-ID: 71641 Objekt-ID: 84834                                                                              | Standort KG: Mauternbach                                                      | Südlich von Mauternbach ist eine Römerstraße mit ausgeprägten Spurrinnen sichtbar. | BDA-Hist.: Q38128100 Status: § 2a Stand der BDA-Liste: 2025-06-30 Name: Römerstraße GstNr.: 474 Römerstraße Mauternbach |
| ja   | Datei hochladen | Kath. Filialkirche hl. Johannes der Täufer HERIS-ID: 49944 Objekt-ID: 54307                                               | Hundsheim 7, neben Standort KG: Mauternbach                                   | Die Filialkirche hl. Johannes der Täufer liegt am nordwestlichen Ortsrand von Hundsheim nahe der Donau. Der schlichte Saalbau mit Südostturm wurde 1628–1635 von Cypriano Biasino unter Verwendung eines Vorgängerbaus errichtet; das Hochaltarbild „Taufe Christi“ stammt von Martin Johann Schmidt (1758), der Altaraufbau – der Überlieferung nach – von seinem Vater, Johann Schmidt. | BDA-Hist.: Q38037087 Status: § 2a Stand der BDA-Liste: 2025-06-30 Name: Kath. Filialkirche hl. Johannes der Täufer GstNr.: .58 Filialkirche Hundsheim |

## Ehemalige Denkmäler
| Foto |                 | Denkmal                                                           | Standort                              | Beschreibung | Metadaten |
| ---- | --------------- | ----------------------------------------------------------------- | ------------------------------------- | --- | --- |
| ja   | Datei hochladen | Ehem. Armenspital hl. Anna, Bürgerspital Objekt-ID: 84995bis 2015 | Frauenhofgasse 5 Standort KG: Mautern | Eingeschoßiger ehemaliger Spitalskomplex, im 19. und 20. Jahrhundert völlig umgebaut. Zur Frauenhofgasse Rundbogenportal aus der Mitte des 19. Jahrhunderts. | BDA-Hist.: Q106681982 Status: § 2a Stand der BDA-Liste: 2015-06-26 Name: Ehem. Armenspital hl. Anna, Bürgerspital GstNr.: .45 |